# Camponotus ruzskyi
Camponotus ruzskyi är en myrart som beskrevs av Carlo Emery 1898. Camponotus ruzskyi ingår i släktet hästmyror, och familjen myror. Inga underarter finns listade.